# Ford Performance Vehicles
Pour les articles homonymes, voir FPV.
FPV, abréviation de Ford Performance Vehicles, est une coentreprise lancée en Australie en 2002 par la branche locale de Prodrive et Ford. L'accord s'est fait à la suite du rachat par Prodrive de Tickford, qui avait déjà collaboré avec Ford Australie depuis 1991. Le premier modèle a été lancé en 2003 sur base de Ford Falcon. L'entreprise disparait en 2014.